# Typ 03 Chū-SAM
Die Typ 03 Chū-SAM (japanisch 03式中距離地対空誘導弾 maru-san-shiki-chu-kyori-chi-tai-kuu-yuudou-dan, deutsch ‚Typ 03 mittelstrecken Boden-Luft-Rakete‘) ist ein im Dienst befindliches Flugabwehrraketensystem der japanischen Bodenselbstverteidigungsstreitkräfte (JGSDF) aus den 2000er-Jahren. Es dient zur Bekämpfung von Drohnen, Flugzeugen und Hubschraubern.

## Geschichte
Die Entwicklungsarbeiten an der Type 03 Chū-SAM begannen im Jahr 1990 durch das Technical Research and Development Institute (TRDI) in Zusammenarbeit mit der „Mitsubishi Electronics Corporation“. Bis zum ersten Test im Jahr 1999 wurden etwa 10,7 Milliarden US-Dollar investiert.
Die Chū-SAM als Mittelstrecken-Abwehrsystem schließt die Lücke zwischen dem Kurzstreckensystem Typ 81 Tan-SAM und dem Langstreckensystem MIM-104 Patriot aus US-amerikanischer Produktion. Es ersetzte sukzessive das veraltete HAWK-System aus den 1960er-Jahren, das nach diversen Kampfwertsteigerungen bis in die 2000er-Jahre im Dienste der Streitkräfte war. Im Rahmen einer Leistungsevaluation auf dem US-Raketentestgelände White Sands Missile Range zeigte die Chū-SAM überragende Ergebnisse. Insgesamt konnten zehn Luftziele erfolgreich bekämpft werden, darunter kleine und schnellfliegende Ziele wie die Zieldrohne GQM-163 Coyote.

## Technik
Das Chū-SAM-Luftverteidigungssystem basiert auf einem geländegängigen 8×8-Lkw, der von einem Kranunterwagenmodell von Kato Works/Mitsubishi Heavy Industries abgeleitet ist, auf welches diverse Fahrzeuge der Chū-SAM-Batterie zurückgreifen. Das Chū-SAM-System besteht im Groben aus den folgenden Komponenten: Einem Multifunktionsradar, einem Feuerleitstand, den Lenkwaffenstartern sowie weiteren Komponenten für den autonomen oder verbundenen Einsatz, wie beispielsweise Transport- und Ladefahrzeuge sowie mobile Generatoren für die Stromversorgung.
Das Raketenstartfahrzeug transportiert sechs, in quaderförmigen Startbehältern verstaute, Flugkörper. Der Container mit den Startbehältern muss vor dem Abschuss senkrecht aufgerichtet werden. Das Nachladen erfolgt durch ein spezielles Transport- und Ladefahrzeug. Das Be- und Entladen der Raketen erfolgt hierbei mithilfe eines am Heck befindlichen hydraulischen Ladekrans.

## Flugabwehrrakete
Die Flugabwehrrakete der Chū-SAM hat eine Startmasse von 570 kg. Ein Feststoffraketentriebwerk beschleunigt den Flugkörper auf Mach 2,5. Die Reichweite beträgt 50 Kilometer, die Dienstgipfelhöhe wird mit zehn Kilometern angegeben. Die Zielortung und Lenkung der Flugabwehrraketen erfolgt mit einem AESA-Multifunktionsradar. Dieses führt gleichzeitig die Ermittlung der Zieldaten, Zielverfolgung, sowie die Suche nach weiteren Luftzielen durch (Track-while-scan). Das Radar kann gleichzeitig 100 Ziele begleiten und zeitgleich eine nicht genannte Anzahl Lenkwaffen gegen 12 Ziele steuern.
Im August 2016 wurde seitens des japanischen Verteidigungsministeriums bekanntgegeben, dass eine verlängerte Version der Flugabwehrrakete mit der Bezeichnung Chū-SAM Kai, die beim landgestützten System verwendet wird, für ein schiffgestütztes Langstreckenflugabwehrsystem verwendet werden soll.